# Félix de Vuillefroy-Cassini
Pour les articles homonymes, voir Cassini.
Félix de Vuillefroy-Cassini, né le 2 mars 1841 à Paris et mort le 1er février 1916 à Maisons-Laffitte, est un peintre "animalier" et entomologiste français.
« sa manière simple et séduisante, son dessin très franc, son coloris exact et vigoureux en ont fait l'un de nos meilleurs animaliers »

## Biographie

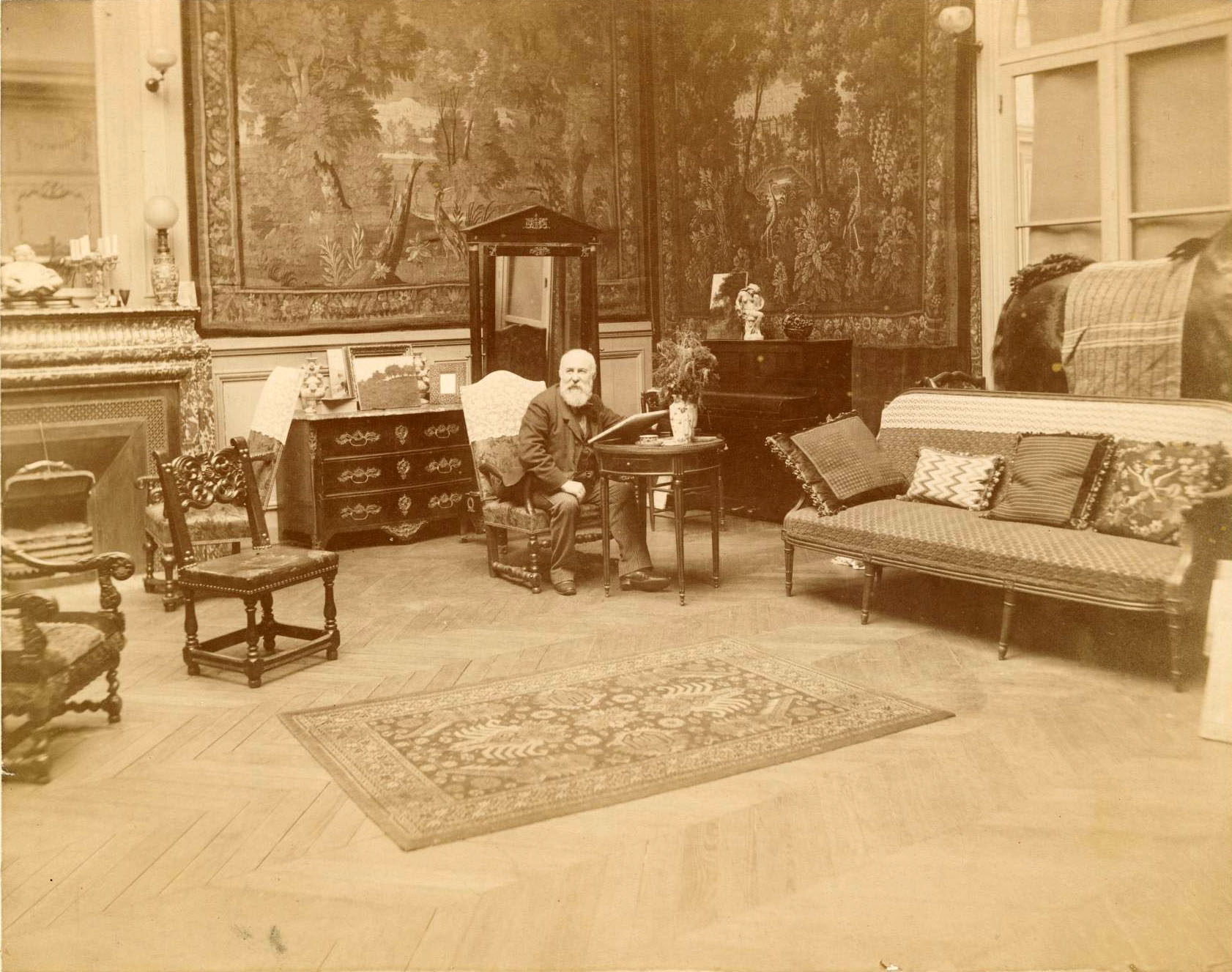
Félix de Vuillefroy-Cassini dans son atelier.

Descendant de la famille des astronomes Cassini, fils d'Amédée de Vuillefroy de Silly, il épouse Amélie Gelot de Saint-Amey (divorcée de Albert Delpit).
Après avoir obtenu sa licence en droit, il entre au Conseil d'État comme auditeur de seconde classe en 1864, et passe auditeur de première classe deux ans plus tard, avant d'en démissionner.
S'intéressant à l'art et à l'entomologie, il suit des cours de dessin à l'Académie Suisse, dans l'atelier d'Ernest Hébert et de Léon Bonnat. Il fréquente également les cercles artistiques de Fontainebleau, conduit par ses recherches de nouvelles espèces d'insectes.
Il devient membre de la Société entomologique de France en 1862. Il en démissionne en 1876.
En 1881, Vuillefroy prend part à la création de la Société des artistes français. En 1883, il réalise un dessin, intitulé Leur longs mugissements disaient : Pourquoi nous as-tu abandonnés, not'maître, pour illustrer la pièce, Le Rêve d'un Viveur, de Jean-Louis Dubut de Laforest, il est publié dans le recueil de la pièce.
Il obtient la Médaille d'Or à l'Exposition universelle de 1889.
En juin 1893, il reçoit des membres de la Société entomologique de France dans sa propriété du château de Fillerval à Thury-sous-Clermont (Oise) et dans la forêt de Hez.
Il préside la Société entomologique de France en 1894, "mais l'état de sa santé, subitement altérée, ne lui a jamais permis d'occuper le fauteuil présidentiel".
Félix de Vuillefroy-Cassini est chevalier de la Légion d'honneur.

## Œuvres
(liste non exhaustive)

### Dessins, aquarelles
Leur longs mugissements disaient : Pourquoi nous as-tu abandonnés, not'maître

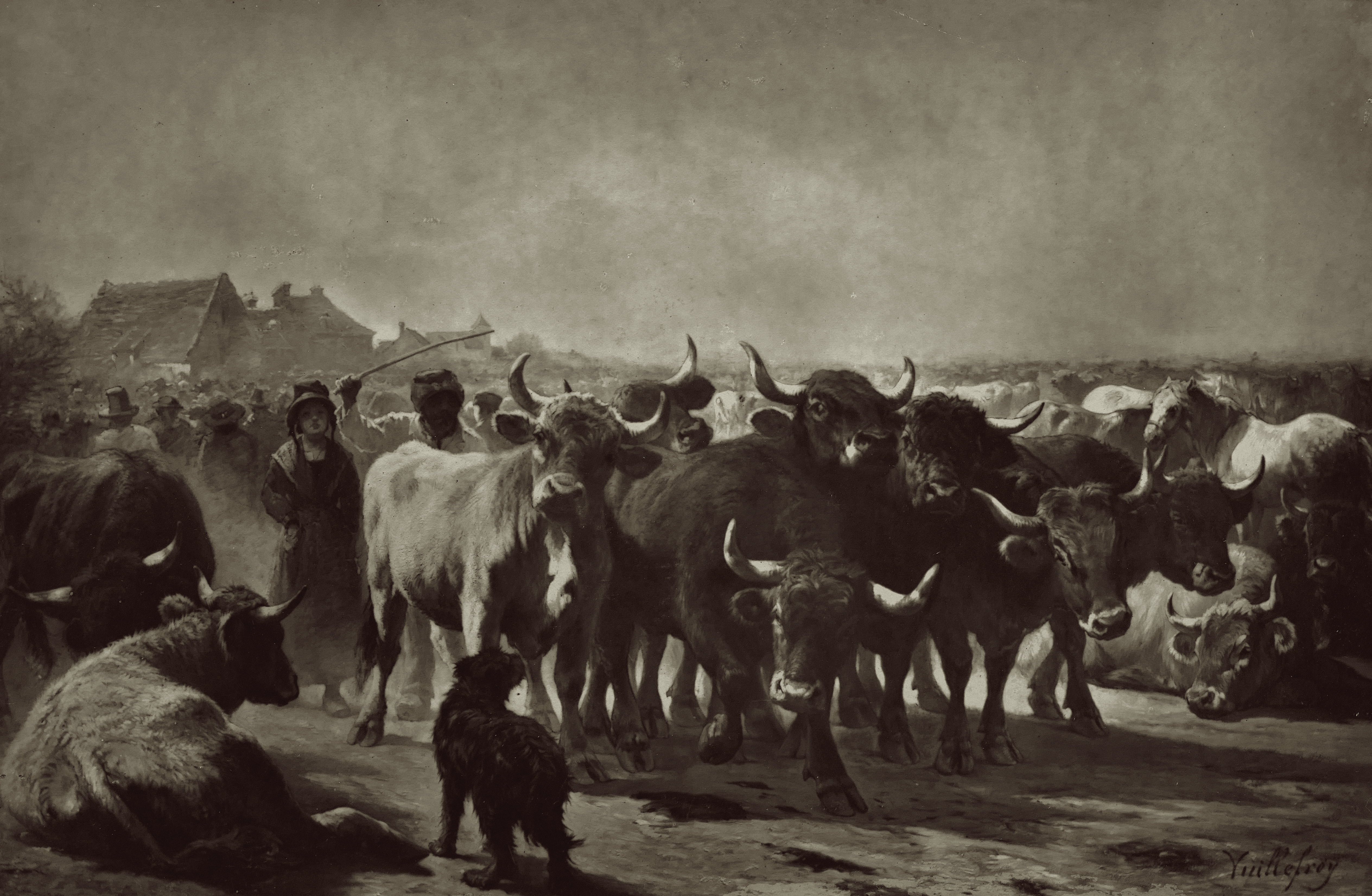
Sur le champ de foire, salon de 1882, photoglyptie d'après un cliché d'Anatole Louis Godet.

### Peintures
- Côte de Grâce à Honfleur, 1867[9]
- Chevreuils sur la neige, 1868[9]
- Cerfs dans la forêt de Fontainebleau, 1868[9]
- Espagnols à cheval; sur les bords du Tage, 1869[9]
- Attelage de bœufs à Saint-Jean-de-Luz, 1869, Reims, musée des Beaux-arts[10]
- Femmes rapportant des fagots dans la forêt de Fontainebleau, 1870[9]
- Novembre, forêt de Fontainebleau, 1872[9]
- Commencement du fagot, 1872[9]
- Grands chênes de la Reine-Blanche, à Fontainebleau, 1873[9]
- Meule dans la plaine de Chailly, 1873[9]
- Herbage, 1874[9]
- Mare aux canards, 1875[11]
- Un franc marché, en Picardie, 1875[9], "un de ses meilleurs tableaux"[12]
- La rue d'Allemagne, à la Villette, 1875[9]
- Traite des vaches dans le Cantal, 1876[9]
- Place du marché à Montferrand, 1876[9]
- Souvenir du Morvan, 1877[9]
- Taureaux et génisses, 1878[9]
- Un mauvais temps sur les falaises de Dieppe, 1878[9]
- Troupeau de vache dans l'Oberland, 1879, Amiens[10]
- Retour du troupeau, 1880[9]
- Chiens et piqueurs, 1880[9]
- Abreuvoir, 1881, Reims, musée des Beaux-arts[10]
- Chevaux dans une mare, 1881[9]
- Lande bretonne, 1882[9]
- Sur le champ de foire, huile sur toile, 1882
- Le retour du troupeau; huile sur toile, 134 x 187 cm., Musée d'Orsay, RF 287[13],[14]
- Dans les prés, huile sur toile, 82 x 117 cm., 1883, Musée Unterlinden, RF 409[15]
- Vaches au pâturage
- Le marché aux chevaux[16]
- Le retour à la ferme, Reims, musée des Beaux-arts, legs de Jean-Pierre Lundy en 1887.
- Paysage avec meules, Soissons, musée municipal, legs Petrot-Labarre en 1934.
- s.d. - Vachère et vaches, hst, Sbd, dim. 24 × 35 cm (vente publique France)
- Retour du pâturage, Lyon[10]

## Salons
- Côte de Grâce à Honfleur, Salon de 1867, n° 1543[12],[17].
- Grands chênes de la Reine-Blanche, à Fontainebleau, Salon de 1873.
- Meule dans la plaine de Chailly, Salon de 1873[18].
- Un franc marché, en Picardie, Salon de 1875, n° 1977.
- La rue d'Allemagne, à la Villette, Salon de 1875, n° 1978[19].
- Souvenir du Morvan, Salon de 1877, n° 2144[20].
- Un mauvais temps sur les falaises de Dieppe, Salon de 1878, n° 2272[21],[22].
- Taureaux et génisses, Salon de 1878, n° 2273[21],[23].
- Troupeau de vache dans l'Oberland, huile sur toile, Salon de 1879, n° 2978[24],[25].
- Retour du troupeau, Salon de 1880.
- Vache au bord du ruisseau, Salon de 1880[26].
- L'abreuvoir, Salon de 1881, n° 2383.
- Chevaux dans une mare, Salon de 1881, n° 2384[27].
- Sur le champ de foire, huile sur toile, Salon de 1882.
- Salon de 1885[28].
- Pâturage, Salon de 1888[29].
- Dans les prés, huile sur toile, Salon de la Société des artistes français - palais des Champs Elysées - France, Paris, 1883, n° 2411.
- Le retour du troupeau, huile sur toile, Salon de la Société des artistes français - palais des Champs Elysées - France, Paris, 1880, N°3866.
- Matinée d'été : l'aube, Exposition décennale des beaux-arts de 1889 à 1900, Exposition universelle de 1900, n° 1905.
- Venta dans la sierra d'Avila, Exposition décennale des beaux-arts de 1889 à 1900, Exposition universelle de 1900, n° 1906.
- Rentrée des vaches à Saint-Jean-de-Luz, Exposition décennale des beaux-arts de 1889 à 1900, Exposition universelle de 1900, n° 1907.
- Deux bonnes Bêtes, Exposition décennale des beaux-arts de 1889 à 1900, Exposition universelle de 1900, n° 1908.
- Une Posada à Ségovie, Exposition décennale des beaux-arts de 1889 à 1900, Exposition universelle de 1900, n° 1909.
- Effet de lune, le dormoir, Exposition décennale des beaux-arts de 1889 à 1900, Exposition universelle de 1900, n° 1910.
- Vaches normandes, Exposition décennale des beaux-arts de 1889 à 1900, Exposition universelle de 1900, n° 1911.
- Jeune Cheval percheron, Exposition décennale des beaux-arts de 1889 à 1900, Exposition universelle de 1900, n° 1912[30].
- La récolte des pommes de terre dans la plaine de Chailly, Salon de 1912, n° 1869.
- Un coin d'herbage en automne, Salon de 1912, n° 1870[31].

## Distinctions
- Médaille, 1870
- Médaille, Exposition universelle de 1873 à Vienne[12]
- Médaille de 2e classe, 1875
- Chevalier de la Légion d'honneur (12 juillet 1880)[10]
- Médaille d'or, Exposition universelle de 1889 à Paris

## Expositions, galeries
- Félix de Vuillefroy, un peintre animalier au Salon, exposition à la Galerie Antoine Tarantino, Paris, Novembre 2016[32].

## Source
- Robert Constantin, « Mémorial des coléoptères français », supplément no 14 au Bulletin de l'Association des coléoptères de la région parisienne (Acorep), 92 p. et 5 planches, 1992.